# Lan kiều diễm Đài Loan
Lan kiều diễm Đài Loan (danh pháp khoa học: Pleione formosana; tiếng Anh thường gọi là Taiwan Pleione), là một loài thực vật thuộc họ Orchidaceae. Loài này có ở đông nam Trung Quốc cũng như bắc và trung bộ Đài Loan.

## Hình ảnh

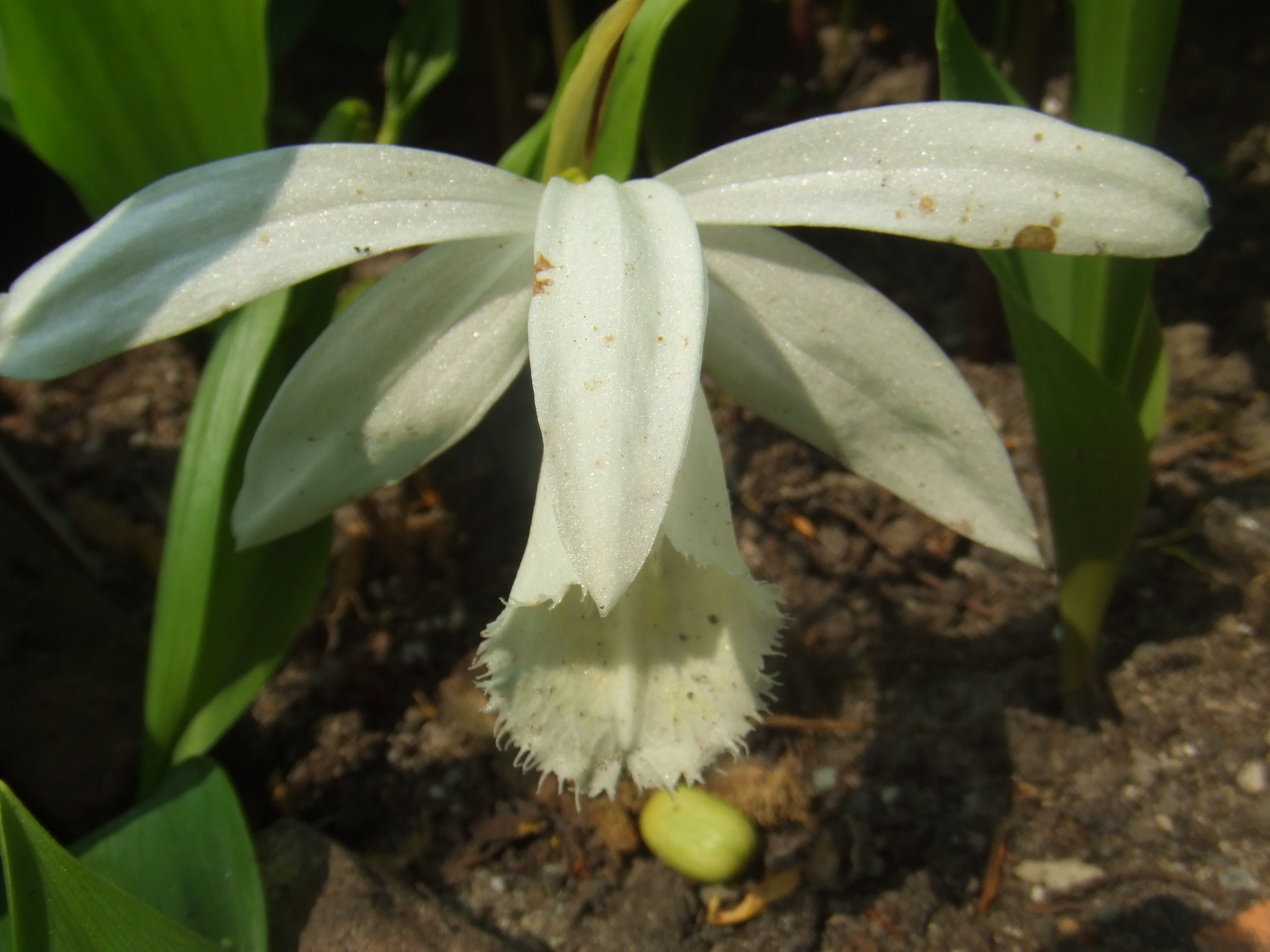
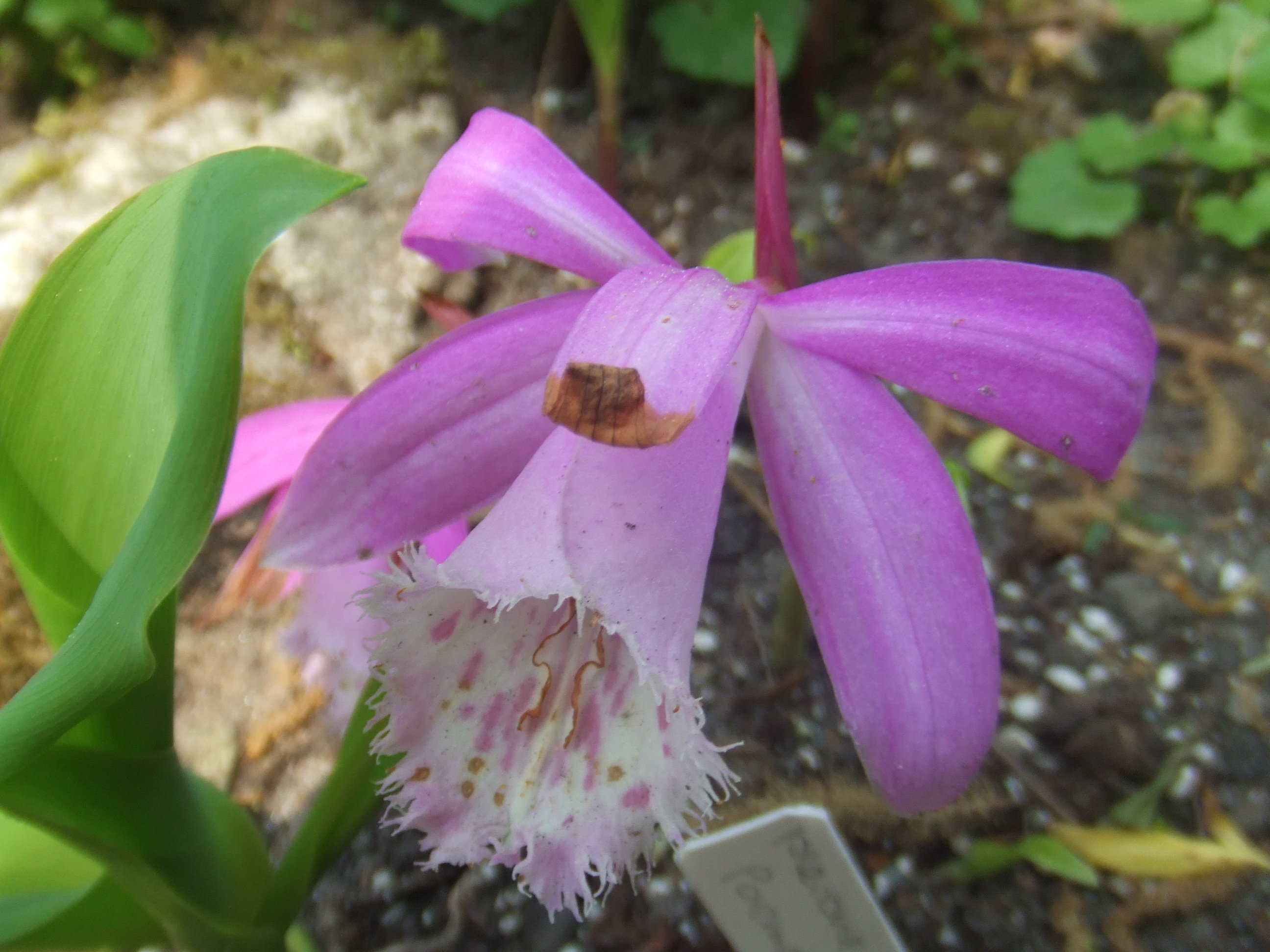
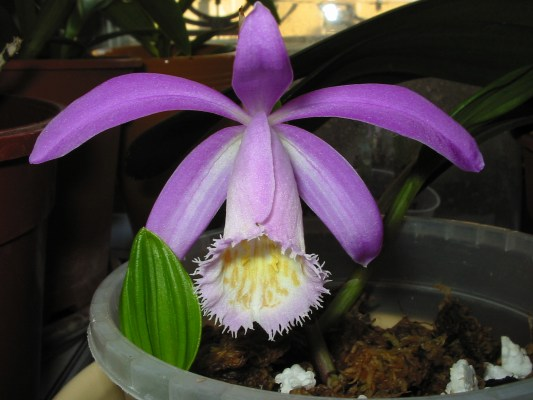
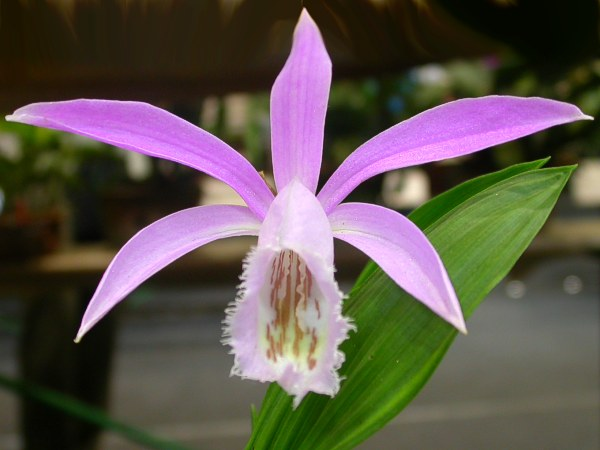